# Amedeo VIII di Savoia
Amedeo VIII di Savoia, detto il Pacifico (Chambéry, 4 settembre 1383 – Ripaglia, 7 gennaio 1451), fu dapprima conte di Savoia e poi il primo ad assumere il titolo di duca di Savoia; fu anche principe di Piemonte, conte d'Aosta, Ginevra, Moriana e Nizza, fino al 6 gennaio 1440.
Dal 24 luglio 1440 al 7 aprile 1449 fu l'ultimo antipapa, con il nome di Felice V. Si sottomise poi volontariamente in nome dell'unità dei cristiani a papa Niccolò V, che gli concederà il titolo cardinalizio.

## Biografia

### Ascesa
Amedeo rimase orfano di padre all'età di circa otto anni; suo padre, Amedeo VII, detto il Conte Rosso, morì il 1º novembre 1391, a Ripaglia, forse avvelenato, lasciando per testamento la reggenza alla propria madre Bona di Borbone, con Louis III de Cossonay, (?-1394) signore di Cossonay. Dopo la morte di Amedeo VII la corte dei feudatari si divise in due partiti: uno che appoggiava Bona di Borbone, con corte a Chambéry, e un altro che si schierò in favore della madre del nuovo conte, Bona di Berry, con corte a Montmélian; la guerra civile fu evitata anche per l'intervento del re di Francia, Carlo VI e si concluse con la conferma della reggenza a Bona di Borbone.
Dopo essere stata esclusa dalla tutela dei figli e dalla reggenza, Bona di Berry lasciò la Savoia e tornò in Francia il 2 dicembre 1393, nel castello di Mehun-sur-Yèvre e nel 1394 sposò Bernardo VII d'Armagnac.
Pur senza prove fondate, era corsa subito voce che Amedeo VII fosse stato avvelenato dal medico, Jean de Granville, e dal farmacista, Pierre de Lupinis, che fu messo a morte nel 1392, mentre Grandville, messo sotto tortura, lasciò trapelare che Bona di Borbone non fosse del tutto ignara del crimine (Lupinis, nel 1395, venne riabilitato, mentre Grandson venne dichiarato innocente l'anno dopo). A seguito di numerose accuse, anche Bona di Borbone venne sollevata dalla reggenza e dalla tutela del nipote.
L'infanzia tormentata di Amedeo VIII venne caratterizzata da una grave forma di strabismo e di balbuzie, rivelando presto un carattere introverso e schivo; dopo l'allontanamento della nonna, alla quale era molto affezionato, Amedeo si ritrovò circondato dai nobili della corte piemontese; quindi presero il sopravvento gli aderenti al partito borgognone di Filippo II l'Ardito, il quale impose il matrimonio dell'adolescente con la figlia Maria. Dichiarato maggiorenne e quindi adatto a governare, in occasione del matrimonio, Amedeo VIII iniziò ad occuparsi delle faccende dello stato soltanto dopo il 1400.

### Matrimonio
Nel mese di maggio del 1401, ad Arras, Amedeo VIII sposò Maria di Borgogna, figlia di Filippo l'Ardito; il contratto di matrimonio tra Amedeo  e Maria era stato stipulato l'11 novembre 1386.

### Politica di Amedeo VIII
In politica Amedeo dimostrò presto una grande prudenza e flemma che gli valsero il soprannome di Pacifico. Dopo aver sostenuto i cugini d'Acaja-Piemonte contro i marchesi del Monferrato, egli ottenne la titolarità della città di Domodossola, ove gli abitanti scontenti del regime visconteo si erano ribellati apertamente.
Nel 1401, uno dei primi atti di Amedeo VIII fu l'acquisto della contea di Ginevra da Oddone di Thoire-Villars, il nuovo conte, che l'aveva ereditata, l'anno prima dal cugino, Umberto di Villars, che l'aveva ereditata dallo zio materno, il cardinale Roberto di Ginevra, antipapa con il nome di Clemente VII. Gli eredi dei conti di Ginevra contestarono questa vendita con un processo legale che continuò sino al 1422, anno in cui l'imperatore Sigismondo, che l'aveva avocata all'impero nel 1411, l'infeudò ufficialmente ad Amedeo VIII, con una lettera datata 25 aprile.
Amedeo VIII fu favorevole all'Università di Torino, fondata dal cugino, Ludovico di Savoia-Acaia, che ebbe l'approvazione di papa Benedetto XIII, che, nel 1411, ricevette l'approvazione (la patente imperiale) dall'imperatore Sigismondo di Lussemburgo e, anche il papa Giovanni XXIII, nel 1413 diede il suo benestare, come da lettera n° III della Storia dei principi di Savoia del ramo d'Acaia, signori del Piemonte, Volume 2.
I suoi rapporti col regno di Francia furono buoni, prendendo parte attiva agli affari francesi; infatti, nel 1415 inviò un contingente di 2.000 uomini, che prese parte, comportandosi valorosamente, alla battaglia di Azincourt, dove perdette circa 100 cavalieri.
Riuscì poi ad ottenere dall'imperatore Sigismondo la trasformazione della contea in ducato nel 1416, evento salutato nel paese con grandi feste; Sigismondo il 19 gennaio, trovandosi a Chambéry, eresse la contea di Savoia e Piemonte in ducato, come ricompensa alla nobiltà, al valore e alla prudenza dimostrati dal cavaliere Amedeo VIII; il documento di elezione a ducato è datato 19 febbraio 1416, mentre il documento che investe Amedeo VIII titolare del ducato è datato 20 febbraio 1416.
Nel 1414, Amedeo VIII si oppose alla confederazione svizzera, impedendole di conquistare la Val d'Ossola, e negli anni successivi, assoldato il conte di Carmagnola e la sua compagnia di ventura, che con massacri e saccheggi, cercò invano di assoggettare il Vallese.
In quello stesso periodo riuscì ad ottenere l'omaggio feudale dai marchesi di Saluzzo, senza però riuscire a sostituire la loro influenza nelle vallate piemontesi; mentre non gli riuscì di estendere la sua supremazia su Genova, che ad Amedeo VIII, gli preferì prima il marchesato di Monferrato e poi i Visconti, nel 1421.
Secondo Samuel Guichenon, il cognato nonché cugino di Amedeo VIII, marito di sua sorella, Bona, il signore del Piemonte Ludovico di Savoia-Acaia, morì a Pinerolo l'11 dicembre 1418; e dato che Ludovico e Bona non avevano figli legittimi, il ramo dei Savoia-Acaia andò estinto e Amedeo VIII gli succedette nei suoi titoli. Sua sorella Bona, nel 1429, fece testamento, designando suo erede il figlio naturale del marito, anche lui di nome Ludovico (Dominum Ludovicum Bastardum Achayæ), e destinando lasciti a Giovanna (dominæ Joannæ de Sabaudia marchionissæ Montisferrati, eiusdem dominæ testracisis sorori), alla madre (dominæ Bonæ de Biturio eius matri) e ad Amedeo VIII (dominum Amedeum Sabaudiæ ducem eius fratrem). Secondo il documento nº 5372 dei Titres de la maison ducale de Bourbon, par m. Huillard-Bréholles, il 18 settembre 1430, sua madre, Bona di Berry (Bonne de Berry comtesse d’Armaganc et de Rhodes vicomtesse de Carlades, veuve de Bernard comte d’Armagnac et Rhodes) fece testamento, lasciando come erede della viscontea di Carlat il figlio, Bernardo (son fils Bernard d’Armagac comte de Pardiac), stabilendo dei lasciti per gli altri figli ancora in vita, tra cui Amedeo (Amédée duc de Savoie son fils issu de son première mariage).
Nel 1430 promulgò gli Statuta Sabaudiæ, un corpus che raccoglieva le leggi degli stati da lui retti, che in quell'anno si estendevano dal Lago di Neuchâtel alle coste del mar Ligure. Negli Statuta si trovano anche le prime disposizioni contro i giudei nei territori della Savoia.
Eppure, Amedeo era stanco della politica e delle difficoltà che essa comportava: dopo aver portato il ducato ad una grande prosperità, decise di abbandonare tutto e di ritirarsi nel castello di Ripaglia che divenne una sorta di eremo e che ospitava anche un priorato di religiosi Agostiniani da lui stesso finanziato. Così, nell'autunno del 1434 Amedeo VIII si ritirò nel castello di Ripaglia, accompagnato dalla corte e dai più fidati cavalieri scelti fra coloro che, secondo la regola dell'Ordine Mauriziano, si erano distinti per meriti onorevoli; tra di loro figurarono Henri de Columbier, Claude de Saix, François de Bussy e Louis de Chevelu. Il 7 novembre di quello stesso anno, di fronte ai deputati dei 3 stati del ducato, Amedeo si dimise, rimettendo il potere esecutivo nelle mani del figlio Ludovico. Nei cinque anni successivi, tuttavia, Amedeo VIII continuò a dirigere gli affari di Stato da Ripaglia, essendo Ludovico solo il suo luogotenente.

### Amedeo VIII antipapa
La carriera di Amedeo VIII sembrava essere destinata a terminare con la sua rinuncia al potere a favore del figlio Ludovico, eppure il suo nome tornò alla ribalta quando i padri conciliari si riunirono a Basilea. Le controversie tra i prelati che tacciavano papa Eugenio IV di simonia ed eresia erano talmente accese da portare alla deposizione del pontefice; il concilio venne quindi diviso: a Ferrara si riunì il pontefice con alcuni cardinali di sua fiducia, mentre a Basilea rimasero molti vescovi e cardinali che dichiararono il papa deposto il 24 maggio 1438, procedendo all'elezione di un nuovo pontefice. La tiara fu offerta proprio ad Amedeo VIII che in quei tempi risiedeva ancora nel castello di Ripaglia, sul Lago Lemano. 
Il duca non voleva diventare papa, non si considerava un religioso e non s'intendeva di teologia. Tuttavia le proposte dei padri conciliari furono tanto adulatorie e petulanti che Amedeo si vide costretto ad accettare il prestigioso incarico: fu quindi eletto papa il 5 novembre 1439, assunse il nome di Felice V. Il documento che attesta la sua elezione a papa è datato 15 dicembre 1439. Il 6 gennaio 1440, a Thonon, abdicò definitivamente in favore del figlio Ludovico. Il 6 dicembre 1439 Amedeo (Amedeus Dux Sabaudiæ, Chablaysii et Augustæ Princeps, Marchio in Italia, Comes Pedemontium et Gebennensium Valentinensisque et Dyensis, ac Dominus civitatem Niciæ et Vercellarum) aveva fatto testamento, indicando come luogo di sepoltura l'abbazia di Altacomba (ad monasterium Altæ combæ), dichiarando suo erede universale il figlio, Ludovico (Dominum Loudouicum haeredem universalem) e disponendo diversi lasciti.
Egli non si recò mai a Roma al soglio pontificio: restò tra la Svizzera e la Savoia, concedendo raramente udienze e conducendo una vita ritirata.

### Abdicazione e morte
Quando morì papa Eugenio IV e, nel 1447, gli succedette Niccolò V, egli cedette alle richieste del nuovo pontefice romano di abbandonare la tiara e lo scisma terminò il 7 aprile 1449 quando Amedeo si dimise spontaneamente «per favorire l'unità dei cristiani», e il 19 aprile il concilio riconobbe come unico papa Nicolò V; il 25 aprile successivo il concilio, col consenso di Niccolò V concesse vari uffici ed onorificenze ad Amedeo, che dal papa aveva ottenuto il titolo cardinalizio della sede suburbicaria di Sabina e la carica di decano del collegio cardinalizio.

Felice V può essere considerato l'ultimo antipapa nella storia della Chiesa cattolica. Avendo ottenuto la diocesi di Ginevra, Amedeo non tornò più a Ripaglia, ma visse tra Ginevra, Torino e Thonon.
In seguito all'abdicazione da antipapa, Amedeo VIII continuò ancora, come già faceva in precedenza, a consigliare il figlio Ludovico in politica e morì a Ginevra in odore di santità il 7 gennaio 1451. Fu sepolto nello stesso territorio dell'abbazia; circa un secolo dopo le sue ossa furono trasferite a Torino insieme a quelle di Amedeo VII e tumulate nella cappella della Sindone del Duomo.

## Cardinali nominati da Felice V
L'antipapa Felice V tenne cinque concistori nel corso dei quali nominò 25 pseudocardinali.

## Genealogia episcopale
La genealogia episcopale è:
- Cardinale Jean Allarmet de Brogny
- Papa Martino V
- Cardinale Louis Aleman
- Cardinale Amedeo di Savoia

## Discendenza
Amedeo VIII da Maria di Borgogna ebbe nove figli:
- Margherita (1405 – 1418)[42];
- Antonio (†1408)[43];
- Antonio (†1409)[43];
- Maria di Savoia (1411-1469), citata nel testamento del padre (dominam Mariam Duchissam Mediolani)[35], andata sposa nel 1427 a Filippo Maria Visconti (1392 – 1447), duca di Milano[44];
- Amedeo (1412 – 1431), principe di Piemonte (1424 – 1431);
- Ludovico (1413 – 1465), citato nel testamento del padre (Dominum loudouicum haeredem universalem)[35], duca di Savoia, conte d'Aosta e di Nizza, principe del Piemonte[42]
- Bona (1415 – 1430)[42];
- Filippo (1417 – 1444), conte di Ginevra[45], citato nel testamento del padre (Dominus Philippum de Sabaudia filium)[35];
- Margherita di Savoia (1420 – 1479), citata nel testamento del padre (dominam Margaritam Reginam Siciliæ et Jerusalem)[35], andata sposa:
  1. nel 1432 a Luigi III (1403 – 1434), duca d'Angiò e conte di Provenza e re titolare di Sicilia e di Gerusalemme[42]
  2. nel 1444 a Ludovico IV del Palatinato (1424 – 1449), principe elettore del Palatinato[46]
  3. nel 1453 a Ulrico V (1413 – 1480), conte di Württemberg[45]

## Ascendenza
|                         |                        |                       | Genitori                  |  |  | Nonni |  |  | Bisnonni         |  |  | Trisnonni          |  |
|                         |                        |                       |                           |  |  |       |  |  | Aimone di Savoia |  |  | Amedeo V di Savoia |  |
|                         |                        |                       |                           |  |  |       |  |  | Aimone di Savoia |  |  | Amedeo V di Savoia |  |
|                         |                        | Sibilla de Baugé      |                           |  |  |       |  |  | Aimone di Savoia |  |  |                    |  |
| Amedeo VI di Savoia     |                        |                       |                           |  |  |       |  |  | Aimone di Savoia |  |  |                    |  |
|                         |                        | Violante Paleologa    | Teodoro I del Monferrato  |  |  |       |  |  |                  |  |  |                    |  |
|                         |                        | Violante Paleologa    | Teodoro I del Monferrato  |  |  |       |  |  |                  |  |  |                    |  |
|                         |                        | Violante Paleologa    | Argentina Spinola         |  |  |       |  |  |                  |  |  |                    |  |
| Amedeo VII di Savoia    |                        | Violante Paleologa    |                           |  |  |       |  |  |                  |  |  |                    |  |
|                         |                        | Pietro I di Borbone   | Luigi I di Borbone        |  |  |       |  |  |                  |  |  |                    |  |
|                         |                        | Pietro I di Borbone   | Luigi I di Borbone        |  |  |       |  |  |                  |  |  |                    |  |
|                         |                        | Pietro I di Borbone   | Maria di Avesnes          |  |  |       |  |  |                  |  |  |                    |  |
| Bona di Borbone         |                        | Pietro I di Borbone   |                           |  |  |       |  |  |                  |  |  |                    |  |
|                         |                        | Isabella di Valois    | Carlo di Valois           |  |  |       |  |  |                  |  |  |                    |  |
|                         |                        | Isabella di Valois    | Carlo di Valois           |  |  |       |  |  |                  |  |  |                    |  |
|                         |                        | Isabella di Valois    | Mahaut di Châtillon       |  |  |       |  |  |                  |  |  |                    |  |
| Amedeo VIII di Savoia   |                        | Isabella di Valois    |                           |  |  |       |  |  |                  |  |  |                    |  |
|                         | Giovanni II di Francia | Filippo VI di Francia |                           |  |  |       |  |  |                  |  |  |                    |  |
|                         | Giovanni II di Francia | Filippo VI di Francia |                           |  |  |       |  |  |                  |  |  |                    |  |
|                         | Giovanni II di Francia | Giovanna di Borgogna  |                           |  |  |       |  |  |                  |  |  |                    |  |
| Giovanni, duca di Berry | Giovanni II di Francia |                       |                           |  |  |       |  |  |                  |  |  |                    |  |
|                         |                        | Bona di Lussemburgo   | Giovanni I di Lussemburgo |  |  |       |  |  |                  |  |  |                    |  |
|                         |                        | Bona di Lussemburgo   | Giovanni I di Lussemburgo |  |  |       |  |  |                  |  |  |                    |  |
|                         |                        | Bona di Lussemburgo   | Elisabetta di Boemia      |  |  |       |  |  |                  |  |  |                    |  |
| Bona di Berry           |                        | Bona di Lussemburgo   |                           |  |  |       |  |  |                  |  |  |                    |  |
|                         |                        | Giovanni I d'Armagnac | Bernardo VI d'Armagnac    |  |  |       |  |  |                  |  |  |                    |  |
|                         |                        | Giovanni I d'Armagnac | Bernardo VI d'Armagnac    |  |  |       |  |  |                  |  |  |                    |  |
|                         |                        | Giovanni I d'Armagnac | Cecilia di Rodez          |  |  |       |  |  |                  |  |  |                    |  |
| Jeanne d'Armagnac       |                        | Giovanni I d'Armagnac |                           |  |  |       |  |  |                  |  |  |                    |  |
|                         |                        | Béatrice di Clermont  | Giovanni di Charolais     |  |  |       |  |  |                  |  |  |                    |  |
|                         |                        | Béatrice di Clermont  | Giovanni di Charolais     |  |  |       |  |  |                  |  |  |                    |  |
|                         |                        | Béatrice di Clermont  | Jeanne d'Argies           |  |  |       |  |  |                  |  |  |                    |  |
|                         |                        | Béatrice di Clermont  |                           |  |  |       |  |  |                  |  |  |                    |  |

### Fonti primarie
- (LA, FR) Samuel Guichenon, Preuves de l'Histoire généalogique de la royale maison de Savoie,  pp. 314-316.
- (FR) Chronique parisienne anonyme du XIVe siècle.
- (FR) Histoire généalogique et chronologique de la maison royale de France, tomus III.
- (FR) [Documens historiques et généalogiques sur les familles et les hommes remarquables du Rouergue.
- (IT, LA) Storia dei principi di Savoia del ramo d'Acaia, signori del Piemonte, Volume 2.

### Letteratura storiografica
- Romolo Caggese, Italia, 1313-1414,cap. VII, in Storia del Mondo Medievale, vol. VI, 1999,  pp. 297–331.
- Paul E. Martin, La confederazione svizzera nel medioevo, cap. XI, in Storia del Mondo Medievale, vol. VI, 1999,  pp. 423-459.
- W. T. Waugh, I concilii di Costanza e di Basilea,  cap. I, in Storia del Mondo Medievale, vol. VII, 1999,  pp. 5–56.
- Paul Fournier, Il regno di Borgogna o d'Arles dal XI al XV secolo, cap. XI, in Storia del Mondo Medievale, vol. VII, 1999,  pp. 383-410.
- (FR) Samuel Guichenon, Histoire généalogique de la royale maison de Savoie.
- (FR) Histoire de Savoie.
- (FR) Huillard-Bréholles, Titres de la maison ducale de Bourbon.
- Francesco Cognasso, AMEDEO VIII, duca di Savoia, in Dizionario biografico degli italiani, vol. 2, Roma, Istituto dell'Enciclopedia Italiana, 1960. URL consultato il 25 agosto 2017.
- Maria Josè di Savoia, Amedeo VIII, 2 tomi, Milano, Mondadori, 2001